# 防衛医科大学校病院
防衛医科大学校病院（ぼうえいいかだいがっこうびょういん）は、埼玉県所沢市にある病院であり、防衛省が設置する防衛医科大学校の附属病院である。

## 概要
病院機能は大学病院と同じであり、一般の医療機関と同じように、誰でも受診できる。また他の大学病院と同じく特定機能病院の指定を受けており、初診時に紹介状がない場合は保険外併用療養費が別途加算される。また、埼玉県の第三次救急医療機関の指定を受けている。

## 診療科
- 循環器内科
- 腎臓内分泌内科
- 消化器内科
- 感染症・呼吸器内科
- 血液内科
- 膠原病・アレルギー内科
- 神経内科
- 抗加齢血管内科
- 外科1（上部消化管外科、下部消化管外科）
- 外科2（心臓・血管外科、呼吸器外科）
- 外科3（肝胆膵外科、乳腺・内分泌外科、小児外科）
- 精神科
- 小児科
- 脳神経外科
- 整形外科
- 皮膚科
- 泌尿器科
- 眼科
- 耳鼻咽頭科
- 産科婦人科
- 放射線科
- 麻酔科
- 形成外科
- 歯科口腔外科

## 病院の機能
- 特定機能病院
- エイズ治療拠点病院
- 埼玉県災害拠点病院
- 埼玉県特別機動援助隊（埼玉SMART）
- 災害派遣医療チーム（DMAT）
- 埼玉県がん診療指定病院
- 小児慢性特定疾病医療機関
- 難病法指定医療機関

## 沿革
- 1977年4月18日 防衛医科大学校病院設置。
- 1977年12月1日 病院開院。病床数200床。
- 1997年2月 特定機能病院承認。
- 2007年8月 埼玉県災害拠点病院承認。
- 2008年8月 埼玉DMAT指定を受ける。
- 2010年4月 新病棟（西棟）の運用を開始する[1]。
- 2012年4月 がん診療指定病院の承認。